# اسرافیل شیرچی
اسرافیل شیرچی هنرمند خوشنویس ایرانی است. وی  متولد سال ۱۳۴۱ بابل و فارغ‌التحصیل دانشکدهٔ هنرهای زیبا در دانشگاه تهران است. این خوشنویس در انجمن خوشنویسان ایران، عنوان استاد رشته خوشنویسی و خطاطی را در کارنامه فعالیت‌های هنری‌اش دارد. مهم‌ترین ویژگی آثار شیرچی، توجه و کار در زمینه خط شکسته نستعلیق و آموزش آن است. شمار بسیاری از آثار خوشنویسی این هنرمند در قالب مجموعه‌هایی نفیس به چاپ رسیده‌اند. آثاری همچون: سیمای رستم در شاهنامه فردوسی، شهریار شهر غزل، شرح مجموعه گل، تاب شکسته، حلقه عشق، گلبانگ حافظ، آواز شقایق، اسرار ازل(خیام)، تماشاگه راز، گذاران (مولانا)، پوسترهای نفیس و کارت پستال خط در انواع مختلف، کاست ویدئویی آموزش خط شکسته نستعلیق، پژوهش و گفت و گوهای گوناگون در زمینه هنر.
همچنین شیرچی نمایشگاه‌های گوناگون از آثار خوشنویسی‌اش را در نمایشگاه‌های داخل و خارج از کشور برگزار کرده‌است. آثاری از شیرچی به نمایش در آمده‌اند، از سال ۱۳۵۹ به بعد توسط وی نگاشته شده‌اند.

## زندگی‌نامه

### کودکی
اسرافیل شیرچی در سال ۱۳۴۱ در روستای خراسان‌محله بابل زاده شد. او در دبستانی به نام «مهر» تحصیل کرد. شیرچی در کودکی لکنت زبان شدیدی داشت و همین موجب شد تا از سوی هم‌شاگردی‌ها مورد تمسخر قرار بگیرد. او از این تمسخرها بسیار دلگیر و آزرده می‌شد و همین باعث شد تا رو به کاغذ و نقاشی بیاورد. او در نقاشی استعداد فراوانی داشت و حتی در کلاس، نقاشی‌های بچه‌های دیگر را می‌کشید و بنا بر گفتهٔ خودش، با این کار افزون بر تمرین، ترس را از خود دور می‌کرد.
از این رو که برادرهای اسرافیل هم در هنرهای خوش‌نویسی، تذهیب و موسیقی دستی داشتند، او هم به سوی این هنرها کشیده شد و هفت یا هشت سالگی خوش‌نویسی را با شعر «من یار مهربانم...» اثر عباس یمینی‌شریف آغاز کرد.
شیرچی نقش خانوادهٔ مادریش را در گرایش او به نقاشی بسیار مهم می‌دانست. مادر او بافته‌های خوش‌رنگ، جوراب‌های رنگین زمستانی و گلیم‌های خوش‌نقش روستایی می‌بافت و همین موجب گرایش شیرچی به نقش و نقاشی شد.

### جوانی
شیرچی جوان در روستا فعالیت‌های نقاشی و خوش‌نویسی خود را ادامه می‌داد تا این که در سال ۵۵ یا ۵۶ خورشیدی، در ۱۵ سالگی به شهر بابل آمد و به گروه «نقاشان آزاد بابل» پیوست که چند نقاش مهم، از جمله احمد نصراللهی عضو آن بودند. پس از عضویت در این گروه، شیرچی با بوم و سه‌پایه به روستاهای پیرامون بابل می‌رفت و به شیوهٔ نقاش‌های دریافتگر، نقاشی می‌کرد. بعد از ظهرها، نقاشی‌های شیرچی و دیگران در گروه نقاشان آزاد بابل نقد می‌شد و در فصل‌های خوب سال برای آن‌ها نمایشگاه برگزار می‌شد. شیرچی در آن روزگار به عنوان جوان‌ترین عضو گروه، شور و شوق بسیاری برای پیشرفت داشت و دوستی وی با اعضای این گروه سال‌ها ادامه پیدا کرده‌است.

### خوشنویسی
با این که شیرچی در روستا هم بدون هیچ آموزشی خوشنویسی می‌کرد، ولی ورود جدی او به این هنر در هنگام آمدنش به شهر بابل و همچنین رفتن به تهران در سال‌های ۱۳۵۵ یا ۱۳۵۶ بود. او زیر نظر استاد غلامحسین امیرخانی مشق خوشنویسی را آغاز کرد. او در کنار امیرخانی، با دیگر استادان انجمن هنرمندان خوش‌نویس آشنا شد. به گفتهٔ خود شیرچی، به دلیل پیوند نزدیک دنیای خط به ادبیات غنی و پرمغز، دلبستگی‌اش به خط بیشتر شد.

#### شیوهٔ کار
به گفتهٔ خود شیرچی، او روزهای پیاپی سیاه‌مشق می‌کند تا دستانش گرم شود. او برای هر متن یا شعر چندین بار تمرین و سیاه‌مشق می‌کند تا بتواند بهترین فرم را ارائه دهد.

## تحصیلات
شیرچی در سال ۱۳۶۱ یا ۱۳۶۲ وارد رشته نقاشی در پردیس هنرهای زیبای دانشگاه تهران شد. به گفتهٔ خود شیرچی، رشتهٔ نقاشی برای تعالی و خوب دیدن خط بسیار لازم بود. او در دانشگاه از راهنمایی‌های استادان نقاشی چون «حلیمی» و «پاکباز» برای ترکیب و توازن و نوآوری در خط بهره‌مند شد.

### تدریس
شیرچی که هم‌زمان با قبولی در رشتهٔ نقاشی دانشگاه، در کلاس‌های انجمن خوشنویسان ایران هم شرکت می‌کرد، از سال ۱۳۶۴ در این انجمن تدریس می‌کند. شیوهٔ تدریس او به گونه‌ای است که شعر و خط را در کنار هم در بر می‌گیرد. او گاهی در کلاس‌هایش از مبانی و اصول هنرهای تجسمی هم سخن می‌گوید. شیرچی از کسانی‌ست که به شیوهٔ ادارهٔ انجمن خوشنویسان ایران انتقاد دارد و از دیدگاه او، این انجمن باید برخورد آکادمیک‌تری داشته باشد و از یکنواختی آموزشی بپرهیزد. او به فضای آموزشی این انجمن هم انتقاد دارد و باور دارد که فضای رنگ و رو رفتهٔ انجمن دلگیر است و شاگردان را جذب نمی‌کند.

## فعالیت
شیرچی از آموزگاران انجمن خوشنویسان ایران می‌باشد.

### نمایشگاه‌ها
شیرچی هرساله نمایشگاه‌های بسیاری برای آثار خود برگزار می‌کند و از این حیث، یکی از پرکارترین هنرمندان خوشنویسی ایران است. شیرچی از سال ۱۳۵۹ تا ۱۳۷۹ بیست نمایشگاه تکی و شصت نمایشگاه گروهی در درون ایران برپا کرده‌است. وی همچنین در بیرون از ایران هم نمایشگاه‌هایی داشته که از آن جمله می‌توان به نمایشگاه در دانشگاه‌های کلمبیا و هاروارد اشاره کرد. او نمایشگاه‌های فراوانی در کشورهای اروپایی، آمریکایی و آسیایی داشته‌است.
ویژگی نمایشگاه‌های شیرچی، ترکیب خط و موسیقی با هم است. وی باور دارد: «اگر خط موزون است، حتماً موسیقی در آن خط رعایت شده‌است.» شیرچی با دستگاه‌های آواز ایرانی آشناست و به گفتهٔ خودش، پدر و مادرش آوای خوشی داشتند و به خوبی آواز می‌خواندند که همین مشوق شیرچی در همراه‌ساختن موسیقی با خط بوده‌است.
شیرچی خود را هنرمندی خوش‌اقبال می‌داند که مردم از هر قشر و طبقه‌ای خواهان کارهایش هستند.

### کتاب
شیرچی تاکنون بیش از ۲۰ کتاب تألیف کرده‌است. از مهم‌ترین آثار شیرچی می‌توان به «سیمای رستم در شاهنامه»، «شهریار شهر غزل»، «شرح مجموعهٔ گل»، «حلقهٔ عشق»، «باران عشق»، «خط عشق»، «گلبانگ حافظ»، «تماشاگه راز» و... اشاره کرد.

### تلویزیون
شیرچی از معدود کسانی است که در تلویزیون سازمان صدا و سیمای جمهوری اسلامی ایران برنامهٔ آموزش خوشنویسی اجرا کرده‌است. نام این برنامه «خط عشق» است که چند سال از شبکه‌های گوناگون تلویزیونی ایران پخش می‌شود.

## بن‌مایه‌ها
- دهباشی، علی (بهمن ۱۳۷۹). «گفتگو با اسرافیل شیرچی». بخارا (۱۶): ۲۶۸ تا ۲۷۴.
- حامدی‌خواه، فاطمه (۷ اسفند ۱۳۹۳). «روح من در گرو خوشنویسی است/ آثارم را فقط پولدارها نمی خرند». خبرگزاری مهر. بایگانی‌شده از اصلی در ۲۵ سپتامبر ۲۰۱۵. دریافت‌شده در ۳ مهر ۱۳۹۴.